# Ortega-Hypothese
Als Ortega-Hypothese wird eine Aussage des spanischen Philosophen José Ortega y Gasset über die Bedeutung der Beiträge einzelner Wissenschaftler für den wissenschaftlichen Fortschritt in einem Fachbereich bezeichnet. Der Begriff wurde erstmals von den Brüdern Jonathan R. und Stephen Cole 1972 in einem Artikel in der Wissenschaftszeitschrift Science verwendet; über häufige Zitationen dieses Artikels in Beiträgen zur Szientometrie wurde er verbreitet.
In La rebelión de las masas habe Ortega y Gasset ausgeführt, dass wissenschaftlicher Fortschritt auf der Arbeit von allen Wissenschaftlern beruhe, d. h. vor allem auch auf der Arbeit einer großen Masse von Wissenschaftlern mit mittelmäßigem Talent, die nur weniger bedeutende Ergebnisse erzielen würden, wobei die Summe all dieser kleineren Fortschritte aber einen wesentlichen Teil des gesamten wissenschaftlichen Fortschritts ausmache. Konkret bemerkt Ortega y Gasset im zwölften Kapitel („Die Barbarei des Spezialistentums“) folgendes: 

„Die Experimentalwissenschaften haben sich zum guten Teil dank der Arbeit erstaunlich mittelmäßiger, ja weniger als mittelmäßiger Köpfe entwickelt. Das bedeutet, daß die moderne Wissenschaft, Wurzel und Sinnbild der gegenwärtigen Kultur, dem geistig Minderbemittelten Zutritt gewährt und ihm erfolgreich zu arbeiten gestattet. Der Grund hierfür liegt in der Erscheinung, die zugleich den größten Vorteil und die schwerste Gefahr der neuen Wissenschaft und der ganzen von ihr gelenkten und verkörperten Zivilisation bedeutet: in der Mechanisierung. Ein gut Teil dessen, was in der Physik oder Biologie zu tun ist, besteht aus mechanischen Anwendungen oder Verallgemeinerungen, die eigentlich jeder Beliebige machen kann. Eine ganze Anzahl von Untersuchungen sind sehr wohl durchführbar, wenn die Wissenschaft in kleine Parzellen eingeteilt wird und der Forscher sich in einer davon ansiedelt und um alle anderen nicht kümmert. Die Festigkeit und Exaktheit der Methoden gestattet diese vorübergehende praktische Zerstückelung des Stoffes. Man arbeitet mit diesen Methoden wie mit einer Maschine und braucht, um zu einer Fülle von Ergebnissen zu gelangen, nicht einmal deutliche Vorstellungen von ihrem Sinn und ihren Grundlagen zu haben. So fördert der Durchschnittsgelehrte den Fortschritt der Wissenschaft, eingesperrt in seiner Laboratoriumszelle wie eine Biene in der Wabe ihres Stocks oder wie der Gaul im Laufkreis des Göpels.“

Die Coles versuchten diese Hypothese anhand einer Zitationsanalyse in der Fachliteratur der Physik zu widerlegen. Aus der Beobachtung, dass aus der breiten Masse an Wissenschaftlern nur wenige Wissenschaftler zitiert werden, diese wenigen dafür aber sehr häufig, schlossen sie, dass entgegen der Ortega-Hypothese wesentliche Fortschritte in der Wissenschaft vor allem auf der Arbeit weniger hochbegabter Wissenschaftler basiere.
Ihre Interpretation der angeblichen Ortega-Hypothese ist allerdings umstritten; nach Endre Száva-Kováts folgt sie aus einer Missinterpretation Ortegas. Die Coles hätten die Zitate aus dem Zusammenhang genommen und somit die ursprüngliche Bedeutung verfälscht, um ihre eigene Hypothese zu stützen.